# Scotch egg

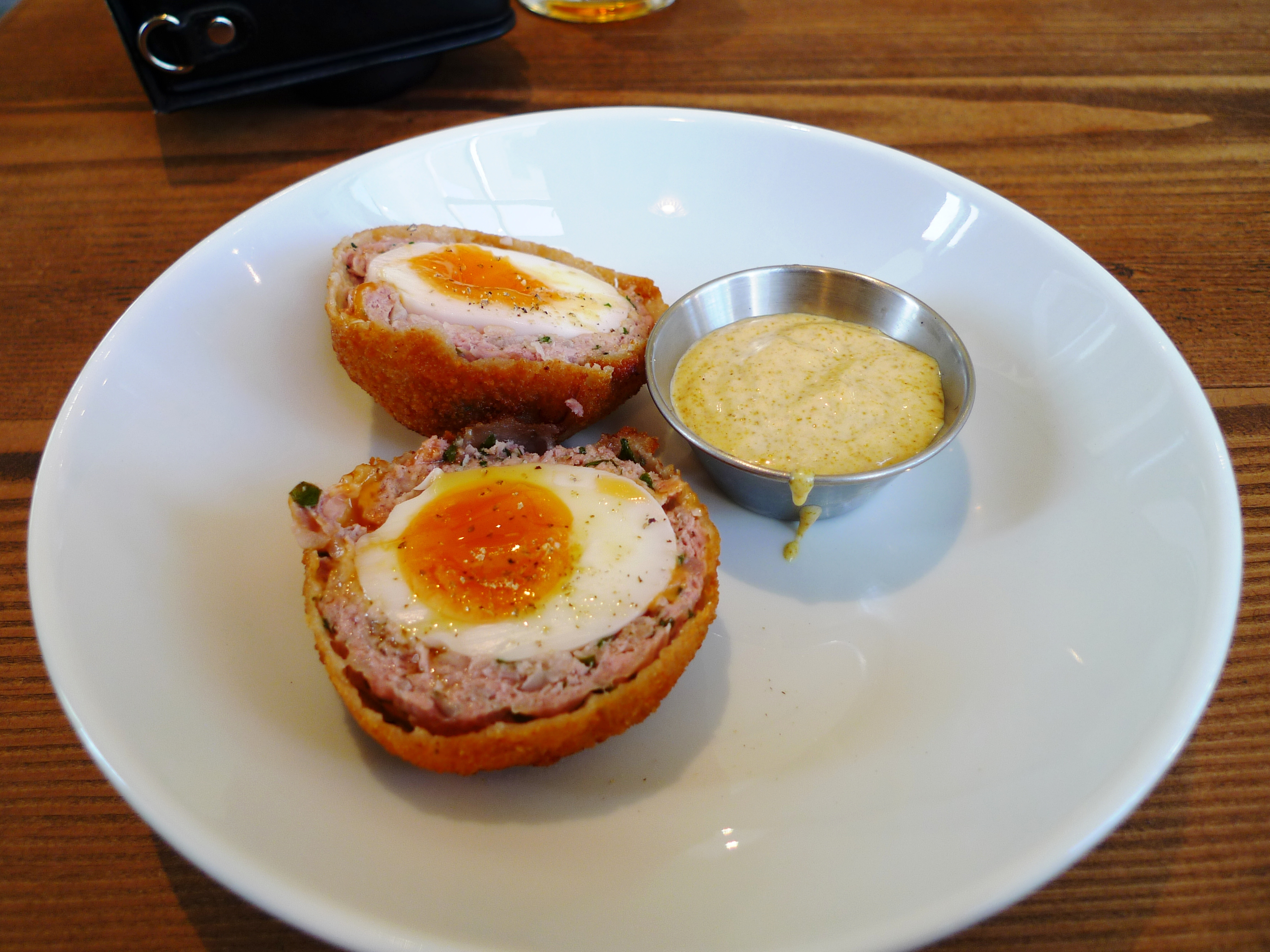
Scotch egg

Scotch egg (ang. dosł. „szkockie jajko”) – brytyjska potrawa. Smażone na głębokim tłuszczu jajko na twardo, zawinięte w mielonym mięsie z dodatkiem przypraw oraz ziół, pokryte panierką z bułki tartej. Scotch eggs, spożywane zwykle na zimno, są przekąską spotykaną w pubach oraz zabieraną na pikniki.

## Pochodzenie
Pochodzenie potrawy nie jest do końca jasne. Według danych firmy Fortnum & Mason Scotch eggs zostały wymyślone w 1738 roku jako przekąska dla podróżnych opuszczających Londyn. Inspiracją mogła być również jedna z odmian indyjskiej kofty. Zarazem przepis w podręczniku Margaret Dods pod tytułem The cook and housewife's manual (1826), wydrukowanej w Edynburgu, może sugerować szkockie pochodzenie potrawy.
Pierwszy drukowany przepis pojawił się w 1809 roku w książce A New System of Domestic Cookery Marii Rundell. XIX-wieczni autorzy opisują Scotch eggs jako potrawę spożywaną na ciepło, polaną sosem pieczeniowym.